# 高橋均
高橋 均（たかはし ひとし、1954年5月9日 - ）は、日本の文化人類学者。専門はラテンアメリカ研究。東京外国語大学総合国際学研究院特任教授、東京大学名誉教授。東京都生まれ。

## 経歴
1976－77年メキシコ国立自治大学留学、1978年東京大学教養学部教養学科国際関係論分科卒、1980年東京大学大学院社会学研究科国際関係論専攻修士課程修了、1982年同博士課程単位取得満期退学。1994年東京大学教養学部助教授、1996年東京大学大学院総合文化研究科助教授（大学院重点化による配置換え）、2000年教授。2018年に定年退職し東京大学名誉教授。同年より東京外国語大学総合国際学研究院特任教授。

## 著作

### 単著
- 『サンディーノ戦記 ジャズ・エイジのヴェトナム戦争』（弘文堂〈ラテンアメリカ・シリーズ〉、1989）
- 『ラテンアメリカの歴史』（山川出版社〈世界史リブレット〉、1998）

### 共著
- 『南北アメリカの500年 第4巻 危機と改革』新川健三郎共編（青木書店、1993）
- 『世界の歴史 18 ラテンアメリカ文明の興亡』網野徹哉共著（中央公論社、1997／中公文庫、2009）

### 翻訳
- ウィリアム・H.マクニール『戦争の世界史 技術と軍隊と社会』（刀水書房、2002／中公文庫（上下）、2014）